# Kip Moore
Kip Christian Moore (Tifton, 2 aprile 1980) è un cantautore statunitense, esponente di musica country.

## Biografia
Nato a Tifton, in Georgia, si è trasferito a Nashville (Tennessee) nel 2004, anno in cui ha intrapreso la carriera musicale firmando per l'etichetta discografica MCA Nashville. Il suo singolo di debutto è stato Mary Was the Marrying Kind, uscito nel 2011 e prodotto da Brett James. 
Sempre nel 2011 ha coscritto due tracce dell'eponimo primo album del duo Thompson Square. Nell'aprile 2012 è uscito il suo primo album in studio Up All Night, che contiene i singoli di successo Somethin' 'Bout a Truck, Beer Money e Hey Pretty Girl.
Nell'agosto 2015, anticipato di qualche settimana dal singolo I'm to Blame, è uscito il suo secondo disco Wild Ones, coprodotto da Brett James e Chris DeStefano.
Nel mese di febbraio 2017 ha pubblicato il singolo More Girls Like You.
Nel settembre 2017 è uscito il suo terzo album Slowheart.

## Discografia

### Album in studio
- 2012 - Up All Night
- 2015 - Wild Ones
- 2017 - Slowheart
- 2020 - Wild World

### EP
- 2016 - Underground